# President del Govern de les Illes Balears
El president del Govern de les Illes Balears és una de les institucions que l'Estatut d'Autonomia de les Illes Balears estableix com a pròpies de la Comunitat Autònoma, juntament amb el Parlament, el Govern, els Consells insulars, els municipis i entitats locals, el Consell Consultiu de les Illes Balears, el Consell Audiovisual de les Illes Balears, i el Consell Econòmic i Social. Aquest càrrec té el títol de president de la comunitat autònoma, és elegit pel Parlament de les Illes Balears i nomenat pel rei. A més, nomena els membres del Govern i en dirigeix i coordina la seva acció, a la vegada que exerceix la màxima representació de les Illes Balears.
El càrrec es va crear el 1978 amb la instauració del Consell General Interinsular, òrgan preautonòmic de les Illes Balears, i adquireix la seva forma definitiva el 1983 amb l'aprovació i entrada en vigor de l'Estatut d'Autonomia de 1983. Actualment ocupa el càrrec Margalida Prohens Rigo (PP) des del 6 de juliol de 2023.

## Antecedents

### Diputació provincial
Les diputacions provincials van tenir el seu origen a les Corts de Cadis l'any 1812, encara que el regnat absolutista de Ferran VII va fer que no s'establissin fins al 1833, coincidint amb la divisió provincial de Javier de Burgos. La diputació provincial substituïa l'audiència, òrgan creat arran dels Decrets de Nova Planta amb atribucions polítiques i militars. La diputació era un organisme d'administració local amb escasses competències en matèria de cultura, beneficència i obres públiques. Estava formada per un nombre determinat de diputats, elegits de manera indirecta en funció de la composició dels consistoris municipals de la província, d'entre els quals s'elegia al president de la Diputació.
La creació de les diputacions provincials ha d'enquadrar-se en el desenvolupament de l'estat liberal decimonònic, centralitzat i uniforme. En aquest sentit, és ressenyable que mentre en zones amb identitat pròpia, la divisió provincial va suposar una fragmentació del territori — Catalunya i Galícia van quedar dividides en quatre províncies, els regnes de València i d'Aragó en tres províncies, etc. — en el cas balear va implicar un doble centralisme, ja que es van concentrar tots els poders a Mallorca i van desaparèixer les tradicionals delegacions que hi havia hagut, pràcticament des de l'Edat Mitjana, a Menorca i Eivissa. Aquesta conjuntura es reflectiria durant la redacció de l'Estatut d'Autonomia a l'hora de dissenyar la composició del parlament autonòmic, entre els partidaris d'una representació proporcional a la població i els defensors d'una representació equitativa entre Mallorca i la resta d'illes.
La Diputació Provincial de Balears va tenir la seu al Palau Reial, situat al carrer homònim de Palma, i on té la seu des de la Transició el Consell Insular de Mallorca. La diputació va continuar existint fins al 1979, any en què totes les seves competències van ser transmeses als consells insulars, encara que jurídicament no seria dissolta de manera definitiva fins a la formació del primer Govern balear el 1983.

### Consell General Interinsular
La Constitució espanyola de 1978 preveia l'organització de l'estat en comunitats autònomes. Les diferents regions i les nacionalitats històriques podrien accedir a l'autonomia mitjançant dues vies; l'anomenada via ràpida (article 151) i l'anomenada via lenta o comuna (article 143). Durant el procés d'assoliment, la província o les províncies podien sol·licitar al Congrés dels Diputats el règim de preautonomia, com a període de transició des del centralisme cap a l'autogovern. El 13 de juny de 1978 es va constituir per reial decret el Consell General Interinsular, òrgan preautonòmic per a les Illes Balears que va substituir la Diputació Provincial de Balears i que posseïa algunes competències molt bàsiques en matèria d'higiene i cultura, encara que la seva funció principal era la de redactar un estatut d'autonomia per a l'arxipèlag. L'1 de març de 1983 va entrar en vigor l'Estatut d'Autonomia de les Illes Balears, per la qual cosa va desaparèixer el Consell General Interinsular i va ser succeït pel Govern Balear.
Durant els cinc anys en què va existir la institució, dues persones la van presidir, tots dos d'Unió de Centre Democràtic (UCD). El primer, Jeroni Albertí, va dimitir el 1982 per centrar els seus esforços en la creació d'un partit regionalista i d'ideologia centrista, la futura Unió Mallorquina (UM). Va ser succeït pel fins aleshores vicepresident, el menorquí Francesc Tutzó; durant el mandat les Corts Generals van aprovar l'estatut d'autonomia de les Illes Balears. Tutzó va romandre al càrrec fins al juny de 1983, quan després de les eleccions autonòmiques d'aquell any es va constituir el primer govern de la història autonòmica de les Illes Balears.

## Llista dels presidents
Consell General Interinsular (institució preautonòmica)
| Fotografia | Fotografia | Nom (Naixement–Mort)               | Mandat                 | Mandat                 | Mandat | Partit   | Gabinet                  | Legislatura   |
| Fotografia | Fotografia | Nom (Naixement–Mort)               | Inici mandat           | Fi mandat              | Dies   | Partit   | Gabinet                  | Legislatura   |
| ---------- | ---------- | ---------------------------------- | ---------------------- | ---------------------- | ------ | -------- | ------------------------ | ------------- |
| 1          |            | Jeroni Albertí i Picornell (1927-) | 24 de juliol de 1978   | 27 de setembre de 1982 | 1526   | UCD      | Albertí UCD-PSIB-PSOE-AP | Preautonòmica |
| 2          |            | Francesc Tutzó Bennàsar (1940-)    | 27 de setembre de 1982 | 10 de juny de 1983     | 256    | UCD/ind. | Tutzó UCD-PSIB-PSOE-AP   | Preautonòmica |

Govern de les Illes Balears (període autonòmic)
| Fotografia | Fotografia                          | Nom (Naixement–Mort)                               | Mandat               | Mandat               | Mandat | Partit       | Gabinet                             | Legislatura |
| Fotografia | Fotografia                          | Nom (Naixement–Mort)                               | Inici mandat         | Fi mandat            | Dies   | Partit       | Gabinet                             | Legislatura |
| ---------- | ----------------------------------- | -------------------------------------------------- | -------------------- | -------------------- | ------ | ------------ | ----------------------------------- | ----------- |
| 1          |                                     | Gabriel Cañellas i Fons (1941-)                    | 10 de juny de 1983   | 1 d'agost de 1995    | 4435   | AP/PP        | Cañellas I AP                       | I           |
| 1          | Cañellas II AP/PP-UM                | Gabriel Cañellas i Fons (1941-)                    | 10 de juny de 1983   | 1 d'agost de 1995    | 4435   | AP/PP        | II                                  |             |
| 1          | Cañellas III PP-UM                  | Gabriel Cañellas i Fons (1941-)                    | 10 de juny de 1983   | 1 d'agost de 1995    | 4435   | AP/PP        | III                                 |             |
| 1          | Cañellas IV PP                      | Gabriel Cañellas i Fons (1941-)                    | 10 de juny de 1983   | 1 d'agost de 1995    | 4435   | AP/PP        | IV                                  |             |
| 2          |                                     | Cristòfol Soler i Cladera (1956-)                  | 1 d'agost de 1995    | 18 de juny de 1996   | 322    | PP           | IV                                  | Soler PP    |
| 3          |                                     | Jaume Matas i Palou (1956-) (Primer mandat)        | 18 de juny de 1996   | 27 de juliol de 1999 | 1134   | PP           | IV                                  | Matas I PP  |
| 4          |                                     | Francesc Antich Oliver (1958-) (Primer mandat)     | 27 de juliol de 1999 | 27 de juny de 2003   | 1431   | PSIB-PSOE    | Antich I PSIB-PSOE-PSM-EN-EU-Verds  | V           |
| 5          |                                     | Jaume Matas i Palou (1956-) (Segon mandat)         | 27 de juny de 2003   | 6 de juliol de 2007  | 1470   | PP           | Matas II PP                         | VI          |
| 6          |                                     | Francesc Antich Oliver (1958-) (Segon mandat)      | 6 de juliol de 2007  | 18 de juny de 2011   | 1443   | PSIB-PSOE    | Antich II PSIB-PSOE-UM-BLOC         | VII         |
| 7          |                                     | José Ramón Bauzà Díaz (1970-)                      | 18 de juny de 2011   | 30 de juny de 2015   | 1473   | PP           | Bauzà PP                            | VIII        |
| 8          |                                     | Francina Armengol Socías (1971-)                   | 30 de juny de 2015   | 19 de juny de 2023   | 2911   | PSIB-PSOE    | Armengol PSIB-MÉS-MpM               | IX          |
| 8          | Armengol II PSIB-MÉS-Unidas Podemos | Francina Armengol Socías (1971-)                   | 30 de juny de 2015   | 19 de juny de 2023   | 2911   | PSIB-PSOE    | X                                   |             |
| 9          |                                     | Mae de la Concha García-Mauriño (1954-) (interina) | 19 de juny de 2023   | 6 de juliol de 2023  | 17     | Unides Podem | Armengol II PSIB-MÉS-Unidas Podemos | X           |
| 10         |                                     | Margalida Prohens Rigo (1982-)                     | 6 de juliol de 2023  | Actualitat           | 617    | PP           | Prohens PP                          | XI          |